# Aborcja
Aborcja (łac. abortus lub abortio „poronienie zamierzone, wywołanie poronienia”) – zamierzone zakończenie ciąży w wyniku interwencji zewnętrznej, np. działań lekarskich, w j. łacińskim abortus provocatus. Przeważnie w efekcie dochodzi do śmierci zarodka lub płodu ludzkiego (łac. nasciturus).
Najczęstszą przyczyną aborcji wskazywaną przez kobiety jest chęć zaplanowania ciąży i ograniczenie liczebności rodziny. Inne wymieniane powody to m.in. zdrowie matki, brak funduszy na dziecko, przemoc domowa, brak wsparcia, poczucie, że są za młode, chęć zdobycia wykształcenia lub rozwoju kariery, a także brak możliwości lub chęci wychowywania dziecka poczętego w wyniku gwałtu lub kazirodztwa.
Aborcja przeprowadzana legalnie w społeczeństwach uprzemysłowionych jest jedną z najbezpieczniejszych procedur medycznych. Niebezpieczne aborcje — wykonywane przez osoby nieposiadające niezbędnych umiejętności lub w nieodpowiednich warunkach — są odpowiedzialne za 5–13% zgonów matek. Większość z nich ma miejsce w krajach rozwijających się. Aborcje farmakologiczne przeprowadzane samodzielnie są jednak wysoce skuteczne i bezpieczne przez cały pierwszy trymestr ciąży. Dane dotyczące ochrony zdrowia publicznego pokazują, że zapewnienie legalnego i łatwego dostępu do bezpiecznej aborcji zmniejsza liczbę zgonów wśród matek.
W celu przerwania ciąży stosuje się metody farmakologiczne lub chirurgiczne. Lek mifepristone w połączeniu z prostaglandyną (np. mizoprostol) wydaje się być równie bezpieczny i skuteczny co metoda chirurgiczna w pierwszym i drugim trymestrze ciąży. Najbardziej powszechna technika chirurgiczna obejmuje rozszerzenie szyjki macicy i użycie urządzenia ssącego. Środki antykoncepcyjne, takie jak pigułki lub wkładki wewnątrzmaciczne, mogą być stosowane niezwłocznie po przeprowadzeniu aborcji. Aborcja przeprowadzona legalnie i bezpiecznie na kobiecie, która jej pragnie, nie zwiększa ryzyka wystąpienia długotrwałych problemów psychicznych lub fizycznych. Z kolei aborcje przeprowadzane przez niewykwalifikowane osoby, przy użyciu niebezpiecznego sprzętu lub w niehigienicznych placówkach powodują od 22 000 do 44 000 zgonów i 6,9 miliona hospitalizacji rocznie. Światowa Organizacja Zdrowia stwierdza, że „dostęp do legalnej, bezpiecznej i kompleksowej opieki aborcyjnej, w tym opieki poaborcyjnej, jest niezbędny do osiągnięcia najwyższego możliwego poziomu zdrowia seksualnego i reprodukcyjnego”. W przeszłości aborcji próbowano dokonywać przy użyciu leków ziołowych, ostrych narzędzi, silnego masażu lub innych tradycyjnych metod.
Wykonywanie aborcji w wielu krajach jest regulowane prawnie. Aborcja legalna, czyli wykonana w zgodzie z obowiązującymi w danym państwie ustawami i przez dyplomowanego lekarza, nazywana jest po łacinie abortus provocatus lege artis. Aborcja nielegalna, czyli wykonana przez osobę nieuprawnioną lub niezgodnie z regulacjami prawnymi nosi nazwę abortus provocatus criminalis. Ustawodawstwo w tym zakresie różni się od siebie w różnych krajach. Zarówno sama aborcja, jak i metody wprowadzania jej do ustawodawstwa są przedmiotem licznych kontrowersji.
Począwszy od 1973 r. występuje na całym świecie powszechna tendencja do zwiększania legalnego dostępu do aborcji, ale nadal toczy się debata dotycząca kwestii moralnych, religijnych, etycznych i prawnych. Ci, którzy są przeciwni aborcji, często argumentują, że zarodek lub płód jest osobą mającą prawo do życia, a tym samym utożsamiają aborcję z morderstwem. Zwolennicy legalności aborcji najczęściej twierdzą, że stanowi ona prawo reprodukcyjne kobiety. Inni opowiadają się za legalną i dostępną aborcją jako działaniem na rzecz zdrowia publicznego.

## Aspekty językowe
Synonimy aborcji: poronienie zamierzone, sztuczne poronienie, przerwanie ciąży, usunięcie ciąży, spędzenie płodu, zabieg, łyżeczkowanie, czyszczenie, potocznie skrobanka[niewiarygodne źródło?]; dla części środowisk synonimem jest także zabicie dziecka w okresie życia prenatalnego.
W języku polskim nie używa się słowa aborcja w znaczeniu poronienia samoistnego. Stowarzyszenie Rodziców Po Poronieniu zwraca uwagę na właściwy dobór słów w rozmowach lekarz-pacjentka i lekarz-rodzice w przypadku, gdy sytuacja dotyczy kobiety, która poroniła samoistnie. Nawet neutralne słowa medyczne (łyżeczkowanie, czyszczenie jamy macicy, zabieg) mogą być negatywnie odbierane przez kobietę, która uważa poronienie za osobistą tragedię. Także termin medyczny wyskrobiny używany przez lekarzy dla określenia materiału pobranego podczas łyżeczkowania jamy macicy jest bolesny i nie do zaakceptowania dla kobiety roniącej. Termin medyczny łyżeczkowania jamy macicy o neutralnym charakterze to abrazja.
W języku łacińskim brakuje rozróżnienia na poronienie i aborcję – występuje tylko słowo abortus. W związku z tym w oficjalnych dokumentach także w przypadku poronienia może zostać wypisane słowo abortus.
Zdaniem Stowarzyszenia Rodziców Po Poronieniu określanie dwóch różnych zagadnień medycznych (poronienia i aborcji) tym samym terminem (aborcja, abortus), mieszanie obu terminów (określanie aborcji jako sztuczne poronienie) oraz używanie tych samych określeń dla czynności medycznych w obu przypadkach (zabieg, łyżeczkowanie, czyszczenie jamy macicy) mogą prowadzić do mylenia poronienia z aborcją i błędnego nazywania aborcji poronieniem lub przechylenia w odwrotnym kierunku i podawania przekazu, iż poronienie jest aborcją.

## Podział

### Podział prawny
Aborcje można podzielić na dwie kategorie, w zależności od tego, czy przerwanie ciąży odbyło się zgodnie z obowiązującym prawem, czy z jego naruszeniem. Pierwsza kategoria obejmuje przerwanie ciąży na podstawie wskazań medycznych. Do drugiej kategorii zalicza się poronienia spowodowane niedbalstwem lub brakiem ostrożności, choć bez zamiaru popełnienia przestępstwa, a także aborcje przeprowadzone nielegalnie.

## Aborcja a poronienie

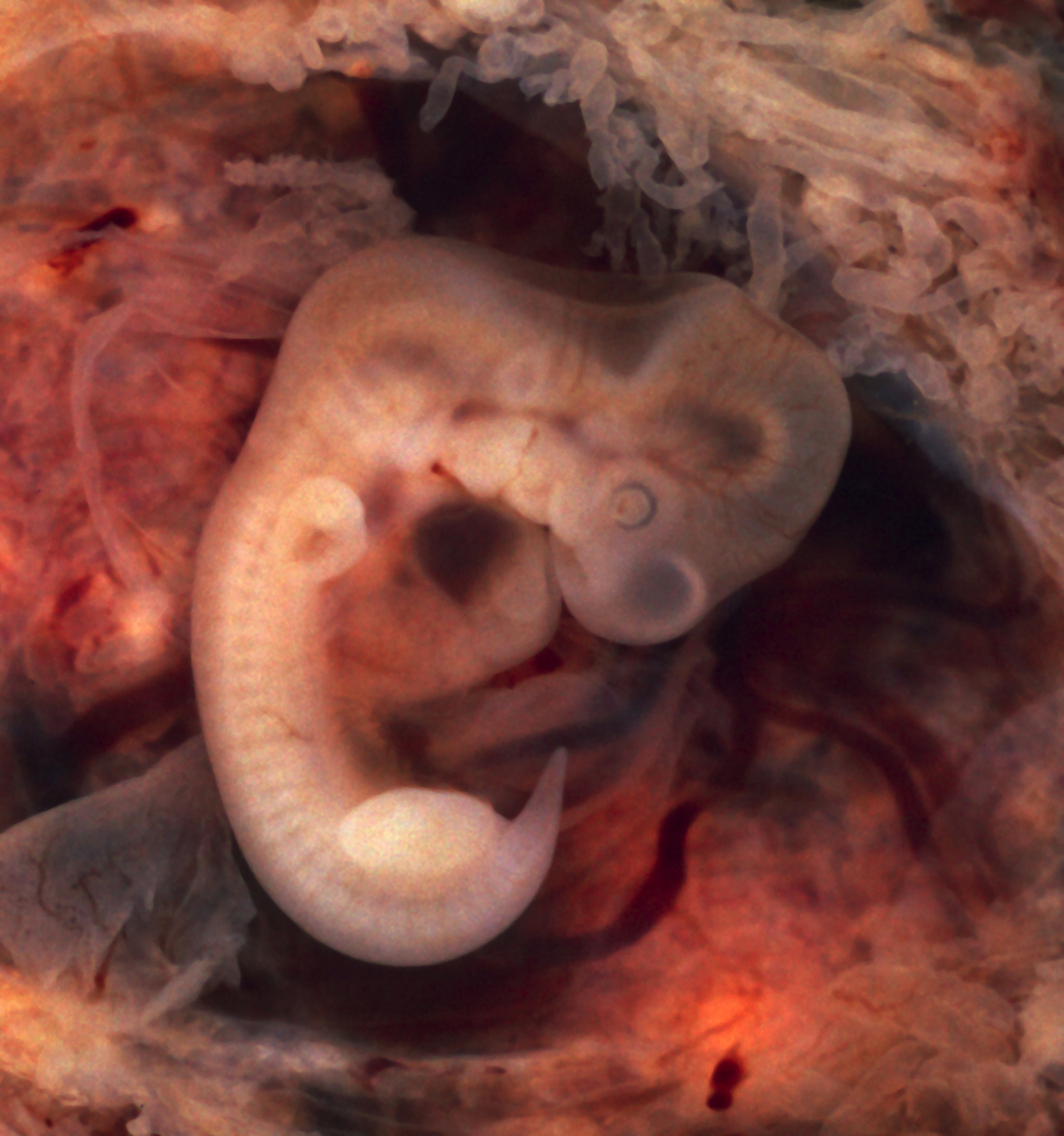
Embrion po otwarciu jajowodu z ciążą pozamaciczną w ok. 7. tygodniu od zapłodnienia.

Aborcja nie jest tym samym co poronienie. Samoistne, przedwczesne zakończenie ciąży nazywane jest poronieniem (jeśli ma miejsce do 22. tygodnia ciąży) lub porodem przedwczesnym (jeśli ma miejsce po 22. tygodniu ciąży). W przypadku niezupełnego poronienia samoistnego dokonuje się usunięcia obumarłego płodu lub resztek tkankowych, aby uniknąć powikłań zdrowotnych zagrażających życiu kobiety. Około 60% wszystkich poczęć kończy się samoistnie jeszcze przed zakończeniem pierwszego trymestru ciąży, z czego spora liczba jeszcze przed wystąpieniem opóźnionej miesiączki, co określa się terminami ciąża subkliniczna albo aborcja menstruacyjna.
|                        | Aborcja                                                                                           | Poronienie |
| ---------------------- | ------------------------------------------------------------------------------------------------- | --- |
| Charakter              | proces sztuczny, celowy, wymuszony np. lekami abortiva                                            | proces samoistny, spontaniczny, naturalny |
| Przyczyny              | różne powody wykonywania, w tym medyczne (ciąża stanowi zagrożenie dla życia matki)               | wady wrodzone zarodka lub płodu, choroba matki, uraz, wypadek, przyczyna może pozostać nieznana                                                                                          |
| Różnice                | może wymagać ingerencji z zewnątrz (np. bezpośrednio do jamy macicy), aby usunąć zarodek lub płód | wydalenie embrionu lub przedwczesne urodzenie poczętego płodu; samoistne zakończenie ciąży przed 22 tygodniem jej trwania; dotyczy około 15% klinicznie zdiagnozowanych przypadków ciąży |
| Zarodek/Płód           | żyje w momencie przystąpienia do aborcji                                                          | żywy lub uprzednio obumarły wewnątrz macicy (zależnie od przyczyny) |
| Nazewnictwo łacińskie  | Abortus provocatus                                                                                | Abortus |
| Nazewnictwo angielskie | Abortion                                                                                          | Miscarriage (określenie preferowane), Spontaneous abortion (termin niezalecany, także jako kalka językowa)                                                                               |

## Przyczyny dokonywania aborcji
W dużej liczbie przypadków kobiety, które decydują się na wykonanie aborcji podają kilka współistniejących powodów, które skłoniły je do podjęcia tej decyzji. Przerywanie ciąży dokonywane jest z następujących przyczyn:
- wskazania medyczne – zagrożenie zdrowia matki lub stwierdzenie ciężkich wad wrodzonych u płodu podczas badań prenatalnych;
- poczęcie w wyniku zgwałcenia lub stosunku kazirodczego;
- powody osobiste (niechęć do posiadania potomstwa lub brak takiej potrzeby, konflikt planów na przyszłość z ewentualnym macierzyństwem, uważanie rodziny w obecnym stanie za kompletną);
- ekonomiczne – trudna sytuacja materialna i finansowa, kobieta prowadząca samotnie gospodarstwo domowe;
- problemy rodzinne, małżeńskie lub w relacji między partnerami;
- doświadczenie przemocy psychicznej[43] lub fizycznej[44][45].

Przyczyny osobiste (52,35% w 2009) i te związane z problemami rodzinnymi i małżeńskimi (25,16% w 2009) należą do najczęstszych w Belgii. Z powodów ekonomicznych wykonano w 2009 roku 15,05% aborcji. Powody medyczne związane z zagrożeniem zdrowia matki lub wadami u dziecka stanowiły mniej niż 4%, zaś aborcji ze względu na poczęcie w wyniku gwałtu lub stosunku kazirodczego dokonano w 0,24% przypadków (dane z 2009 dla Belgii).

## Metody aborcji
Wybór procedury obejmuje metody farmakologiczne oraz chirurgiczne (najczęściej próżniowe odessanie zawartości jamy macicy). Obie metody są efektywne, lecz posiadają zarówno zalety jak i wady – ostateczna decyzja zależy od wieku ciąży oraz opinii samej kobiety. Przed wykonaniem aborcji (w krajach, w których przeprowadzana jest także na życzenie) pacjentka odbywa najpierw rozmowę z lekarzem na temat możliwych powikłań poaborcyjnych oraz dostępnych metod zapobiegania ciąży, które pozwolą jej uniknąć w przyszłości podobnej sytuacji. Zostaje również poinformowana o innych możliwościach, np. urodzeniu i oddaniu dziecka do adopcji. Podczas rozmowy lekarz musi upewnić się, czy kobieta nie została zmuszona do usunięcia ciąży przez osoby trzecie. Następnie kobieta otrzymuje wymagane ustawowo kilka dni do namysłu. Dopiero po upływie tego czasu może zostać wykonana aborcja, a kobieta tuż przed zabiegiem potwierdza swoją wolę na piśmie. W Holandii dziewczęta mające mniej niż 16 lat muszą uzyskać pisemną zgodę rodziców, przy czym istnieją organizacje, które udzielają pomocy i pośredniczą w takich rozmowach.
Metody aborcji
- aborcja farmakologiczna (syn. medyczna) – przerwanie wczesnej ciąży (przed upływem 9. tygodnia) poprzez podanie środków farmakologicznych (mifepriston, metotreksat)
- aborcja chirurgiczna
  - rozszerzenie szyjki macicy i aspiracja (odessanie pod ciśnieniem), możliwa w 7.–12. tygodniu ciąży
  - wyłyżeczkowanie płodu (generalnie między 10. a 22. tygodniem ciąży)
- wywołanie akcji skurczowej za pomocą prostaglandyn (czasem poprzedzonych podaniem mifepristonu) lub oksytocyny (drugi trymestr: 12.–22. tydzień ciąży)
- usunięcie płodów nadliczbowych w wypadku ciąży mnogiej (drugi trymestr) poprzez zastrzyk dosercowy z chlorku potasu, pod kontrolą USG[50][51]
- wczesna laparotomia, najczęściej połączona z wycięciem przydatków, w wypadku stwierdzenia poważnej choroby macicy (np. nowotwór)[52][53]

### Aborcja farmakologiczna
Aborcja farmakologiczna pojawiła się jako alternatywna metoda aborcji wraz z wejściem na rynek analogów prostaglandyn w latach 70. i antyprogestagenu o nazwie mifepriston (znanego również jako RU-486) w latach 80.
Mifepriston jest antyhormonem (antagonistą) w stosunku do progesteronu, wiąże się z receptorem progesteronowym dwukrotnie silniej niż naturalny odpowiednik. Prowadzi do:
- nekrozy doczesnej i oderwania się produktu zapłodnienia;
- zahamowania dalszego rozwoju trofoblastu, oddziałując na unaczynienie endometrium;
- rozszerzenia i zwiotczenia szyjki macicy;
- uwrażliwienia na działanie skurczowe naturalnych prostaglandyn[49][59].

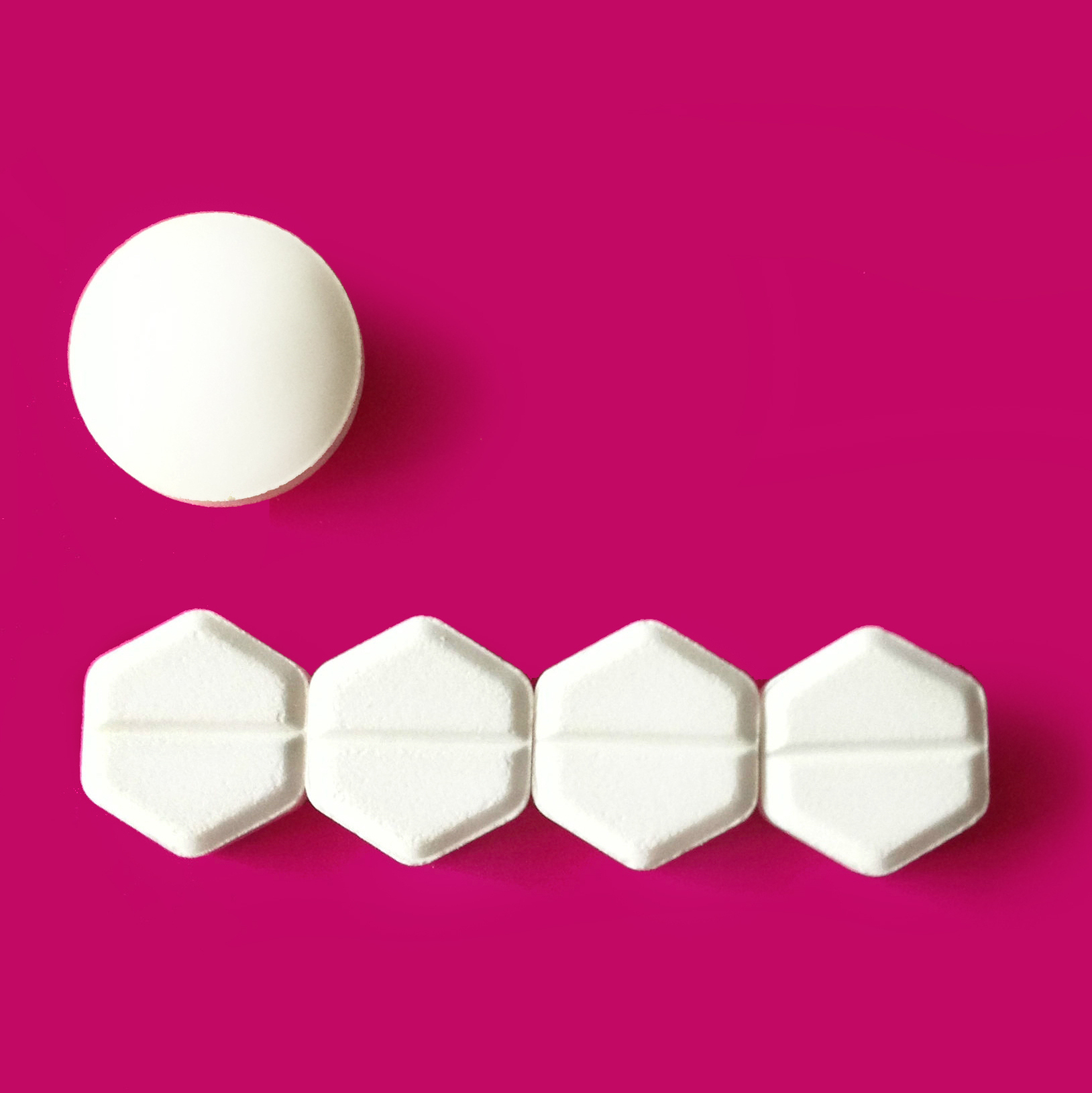
Pokazano tutaj typowy zestaw leków stosowany we wczesnych aborcjach farmakologicznych (200 mg mifepristonu i 800 μg mizoprostolu).

W przypadku aborcji medycznej w pierwszym trymestrze ciąży najczęściej stosuje się: mifepriston w połączeniu z mizoprostolem (lub czasami innym analogiem prostaglandyny, gemeprostem) do 10 tygodnia ciąży, metotreksat w połączeniu z analogiem prostaglandyny do 7 tygodnia ciąży lub sam analog prostaglandyny. Połączenie mifepristonu i mizoprostolu działa szybciej i jest skuteczniejsze w późniejszym okresie ciąży niż połączenie metotreksatu i mizoprostolu, a leczenie skojarzone jest skuteczniejsze niż stosowanie samego mizoprostolu, szczególnie w drugim trymestrze ciąży. W przypadku aborcji medycznej do 12 tygodnia ciąży zalecane dawki to 200 miligramów mifepristonu doustnie, a następnie 24–48 godzin później 800 mikrogramów mizoprostolu do policzka, dopochwowo lub pod język. Zabieg aborcji farmakologicznej może być wykonany w sposób bezpieczny i skuteczny przez cały okres ciąży, włączając w to drugi i trzeci trymestr.
W przypadku bardzo wczesnych aborcji, do siódmego tygodnia ciąży, aborcja medyczna z użyciem kombinacji mifepristonu i mizoprostolu jest uważana za bardziej skuteczną niż aborcja chirurgiczna (przez aspirację próżniową), zwłaszcza gdy praktyka kliniczna nie obejmuje szczegółowej inspekcji aspirowanej tkanki. Skuteczność wczesnej aborcji medycznej z użyciem mifepristonu, a następnie podawanego do policzka lub dopochwowo mizoprostolu wynosi 98% w okresie do 9 tygodnia ciąży; w okresie od 9 do 10 tygodnia skuteczność spada nieznacznie do 94%. Jeśli aborcja farmakologiczna okaże się nieskuteczna, konieczna jest interwencja chirurgiczna.
U większości kobiet występują skurcze i krwawienie silniejsze niż podczas menstruacji. W przypadku ciąży poniżej 10 tygodnia powikłania występują rzadko; według dwóch dużych badań, krwawienie wymagające transfuzji krwi występuje u 0,03–0,6% kobiet, a poważna infekcja u 0,01–0,5%. Przegląd systematyczny z 2013 roku obejmujący 45 000 kobiet, które zastosowały 200 mg mifepristonu, a następnie mizoprostol, wykazał, że mniej niż 0,4% miało poważne powikłania wymagające hospitalizacji (0,3%) lub transfuzji krwi (0,1%).

### Aborcja chirurgiczna
Przez cały okres ciąży stosuje się rozmaite połączenia metody podciśnieniowego opróżniania macicy z mechanicznym zniszczeniem zarodka/płodu i usunięciem jego resztek.
W ostatnim trymestrze używana jest zazwyczaj metoda wywołania przedwczesnego porodu lub niszczącego płód odpowiednika metody cesarskiego cięcia. Płód jest najczęściej uśmiercany wewnątrz macicy, przed rozpoczęciem właściwej operacji. Do późnych aborcji zalicza się również wstrzykiwanie roztworu chlorku potasu do układu krwionośnego płodu, powodujące jego śmierć (zatrzymanie akcji serca w rozkurczu). W wyniku aborcji tą metodą może dojść do urodzenia żywego, zdolnego do przeżycia płodu – w Wielkiej Brytanii zdarza się około pięćdziesięciu takich przypadków rocznie (0,67% wszystkich aborcji po 18. tygodniu). Ze względu na późny wiek dopuszczalnego przerwania ciąży (24 tydzień) życie wielu z nich można byłoby zachować przy zastosowaniu intensywnej opieki medycznej.
Wszystkie metody aborcji wykonuje się bez znieczulenia płodu. Aktualnie uważa się, że płód ze względu na niekompletny rozwój układu nerwowego odczuwa ból dopiero w III trymestrze ciąży, również dopiero wtedy kora mózgowa jest dość rozwinięta, by przynajmniej teoretycznie mógł on posiadać świadomość.

## Skutki aborcji dla zdrowia psychicznego i fizycznego kobiet

### Bezpieczeństwo aborcji a jej legalność
Na bezpieczeństwo zabiegu przerywania ciąży oraz obciążenie psychiczne pacjentki największy wpływ ma jego status prawny, a w mniejszym stopniu dostępność oraz przyzwolenie społeczne. Przy badaniu niekorzystnych skutków aborcji należy rozróżnić tzw. „aborcję bezpieczną” (wykonywaną w krajach, gdzie jest ona dopuszczalna prawnie, a cała procedura spełnia obowiązujące standardy) od „aborcji niebezpiecznej” (wykonywanej nielegalnie; własnoręcznie lub w tzw. podziemiu aborcyjnym). Brak fachowej pomocy medycznej wiąże się z utrzymywaniem się na wysokim poziomie liczby potencjalnie śmiertelnych powikłań: m.in. krwotoków, infekcji oraz zatruć środkami farmakologicznymi. Zniesienie karalności samej procedury jest koniecznym, choć nie wystarczającym krokiem do odwrócenia tej tendencji. Nie istnieją jednoznaczne dowody na to, że legalizacja aborcji wpływa na obniżenie poziomu śmiertelności kobiet. Przykładem państwa, w którym w warunkach legalizacji aborcji zaobserwowano zwiększenie wskaźnika śmiertelności matek, jest RPA. W roku 1995 (przed legalizacją aborcji, która nastąpiła w 1996 roku) wskaźnik śmiertelności matek na 100 000 żywych urodzeń wynosił: 260, w 2000 roku – 330, w 2005 roku – 360, w 2010 roku – 300. Podobna sytuacja miała miejsce np. w Gujanie, gdzie legalizacja aborcji w 2000 r. nie wpłynęła na obniżenie wskaźnika śmiertelności kobiet. W 1995 wskaźnik śmiertelności matek wynosił 170 na 100 000 żywych urodzeń, w 2000 – 220, 2005 – 280, 2010 – 280. Aborcja w krajach rozwiniętych jest uznawana za procedurę stosunkowo bezpieczną dla kobiety. Ryzyko śmierci z powodu aborcji w USA jest 12,5 raza mniejsze niż w przypadku urodzenia żywego dziecka.
Z kolei badania nad śmiertelnością kobiet związaną z ciążą prowadzone w 2004 roku wykazały, że zgony związane z poronieniem lub aborcją były częstsze niż związane z udanym porodem. Analiza porównawcza przypadków z Finlandii i Kalifornii wykazała, że liczba zgonów związanych z ciążą jest 2–4 razy wyższa u kobiet po zabiegu aborcji niż u kobiet, które donosiły ciążę. Wyniki te nagłośniono, ponieważ w sprawie sądowej Roe v. Wade, która doprowadziła do legalizacji aborcji ze względów społecznych w USA jednym z głównych argumentów było to, że aborcja we wczesnej fazie ciąży stwarza kilkunastokrotnie mniejsze ryzyko dla zdrowia i życia kobiety niż jej donoszenie.
W 2006 roku aborcja była 4. najczęstszą przyczyną śmierci kobiet w ciąży (średnio 3,9% przypadków w Afryce, 5,7% dla Azji, 12,0% dla Ameryki Łacińskiej w stosunku do 8,2% w krajach rozwiniętych). Rocznie dokonuje się 20 milionów niebezpiecznych aborcji, z czego 97% w krajach rozwijających się. Na ich skutek rocznie umiera 70 tys. kobiet, a 5 milionów doznaje uszczerbku na zdrowiu. Przerwanie pierwszej ciąży w życiu kobiety nie ma znaczącego wpływu na jej późniejszą zdolność rozrodczą i nie prowadzi do bezpłodności, chociaż może nieznacznie podnieść ryzyko przedwczesnego porodu i niskiej wagi dziecka.
Karalność aborcji skutkuje gorszą opieką medyczną dla kobiet w ciąży (lekarze boją się je operować ze względu na możliwe oskarżenie o dokonanie aborcji). Stwierdziły to m.in. komitet ds. Eliminacji Dyskryminacji Kobiet i komitet ds. Praw Człowieka (obydwa działające przy ONZ).

### Bezpośrednie powikłania po aborcji
Bezpośrednie powikłania po aborcji obejmują takie problemy jak: krwotok, uszkodzenie macicy, uszkodzenie szyjki macicy, infekcja narządu rodnego. Powikłania te występują w kilku procentach przypadków. Poważnym powikłaniem jest też niekompletna aborcja wymagająca dalszej interwencji chirurgicznej. Z badań przeprowadzonych w latach 2007–2008 w Nowej Zelandii wynika, że usunięcie pozostałości tkanek w macicy było niezbędne w 10% przypadków po aborcji farmakologicznej i w 1% po aborcji chirurgicznej. U 16% kobiet, które zdecydowały się na aborcję farmakologiczną w drugim trymestrze ciąży, konieczne było chirurgiczne usunięcie łożyska.

### Wpływ na kolejne ciąże
W Szkocji powikłania podczas ciąż po aborcji farmakologicznej są porównywalnie częste z tymi podczas pierwszej ciąży, natomiast rzadsze od tych po aborcji chirurgicznej. Jednym z najczęstszych ubocznych skutków aborcji jest wzrost ryzyka przedwczesnego porodu; z badań EUROPOP wykonanych w 10 europejskich krajach wynika, że w przypadku skrajnego wcześniactwa – aborcja zwiększa to ryzyko o 50%. Natomiast doświadczenie dwóch lub więcej aborcji zwiększa ryzyko przedwczesnego porodu o 63%. Przebyta aborcja powoduje wzrost ryzyka wystąpienia ciąży pozamacicznej oraz łożyska przodującego. Badania przeprowadzone na Tajwanie (37 000 przypadków ciąż) wykazały, że łożysko przodujące występuje 1,3–3 razy częściej u tych kobiet, które przeszły aborcję. Zwiększa też ryzyko poronienia w kolejnej ciąży oraz urodzenia martwego dziecka. Wykazaliśmy, że późna aborcja, zwłaszcza wykonana ze względu na wady płodu, zwiększa w sposób oczywisty wskaźnik martwych urodzeń – napisali brytyjscy badacze po przeanalizowaniu rejestrów medycznych za lata 1994–2005, dotyczących zarówno późnych aborcji, jak i martwych urodzeń. Powoduje też wzrost ryzyka wtórnej niepłodności. Z holenderskich badań przeprowadzonych na 6149 parach wynika, że przebyta aborcja zwiększa o 60% ryzyko patologii dotyczącej jajowodów, będącej częstą przyczyną niepłodności.

### Zakażenia
Aborcja farmakologiczna przy pomocy mifepristonu zwiększa ryzyko śmiertelnego zakażenia bakterią Clostridium sordellii. Łącznie w USA odnotowano mniej niż 10 zgonów z tej przyczyny. Aby zapobiec tego typu powikłaniom, przed usunięciem ciąży zaczęto podawać prewencyjnie odpowiednie antybiotyki.

### Hipoteza o raku piersi
Istnieje hipoteza mówiąca, że u kobiet, które poddały się zabiegowi aborcji, częściej występuje rak piersi. Była ona często wykorzystywana jako argument przeciwko legalności zabiegu przez środowiska pro-life, szczególnie w Ameryce. Kontrowersja przyczyniła się do przeprowadzenia szeroko zakrojonych, prospektywnych analiz klinicznych. Ich wyniki jednoznacznie wykazały brak takiej zależności. Kilka z najbardziej uznanych ciał medycznych zgadza się z tym wnioskiem; są to m.in. Światowa Organizacja Zdrowia (WHO), amerykański National Cancer Institute, American Cancer Society, American College of Obstetricians and Gynecologists oraz brytyjski Royal College of Obstetricians and Gynaecologists. Wcześniejsze niejednoznaczne doniesienia wynikały prawdopodobnie z błędu raportowania (ang. response bias) przy ocenie rozmiaru tego zjawiska.

## Aspekty etyczne i odbiór społeczny
Problematyka dopuszczalności i wykonywania aborcji jest wysoce kontrowersyjna w oczach części społeczeństwa i jest przedmiotem różnych ocen moralnych.
W przekonaniu takich religii jak katolicyzm, prawosławie, konserwatywny protestantyzm, Świadkowie Jehowy, buddyzm i hinduizm aborcja jest niedopuszczalna. Opinię tę podzielają również ruchy pro-life (wyznające stanowisko przeciwne dopuszczalności przerywania ciąży), niektórzy etycy świeccy, środowiska konserwatywne i część centrum politycznego i ideologicznego (inne stanowisko dopuszcza aborcję jedynie pod pewnymi określonymi warunkami, jak ciąża w wyniku zgwałcenia czy uszkodzenia lub wady genetyczne płodu).
Wyraźny zakaz dokonywania aborcji znajdował się w Przysiędze Hipokratesa:
nikomu, nawet na żądanie, nie dam śmiercionośnej trucizny, ani nikomu nie będę jej doradzał, podobnie też nie dam nigdy niewieście środka poronnego.
W tekście Deklaracji genewskiej fragment ten został zastąpiony następującym zdaniem:
zachowam najwyższy szacunek dla życia ludzkiego.
W tekście Przyrzeczenia Lekarskiego, które jest dziś składane przez lekarzy w Polsce, odpowiedni fragment brzmi:
przyrzekam: (...) służyć życiu i zdrowiu ludzkiemu;
W Polsce problematyka warunków dopuszczalności aborcji jest od lat 90. XX wieku przedmiotem debaty publicznej. Istotny wpływ na społeczne postrzeganie aborcji ma stanowisko Kościoła katolickiego. Problematyka aborcji wywołuje silne emocje, których wyrazem jest między innymi język debat, odnoszący się do „zabijania nienarodzonych” z jednej strony, a do „prawa kobiet do decydowania o swoim ciele” z drugiej. Kwestia aborcji podnoszona jednak bywa często w doraźnych celach politycznych.
W Stanach Zjednoczonych, gdzie szczególnie silne są ruchy antyaborcyjne (a także w Kanadzie i Australii), miały miejsce zamachy bombowe na kliniki aborcyjne oraz zabójstwa lekarzy dokonujących aborcje (np. morderstwo George'a Tillera), dokonywane przez jej radykalnych przeciwników (m.in. organizację Army of God). Przeciw przemocy opowiedziało się wiele organizacji pro-life. Jednocześnie w USA szczególnie silne są ruchy pro-choice, które są zrzeszone w wielu nieformalnych organizacjach i stowarzyszeniach, np. Catholics for Choice (organizacja zrzeszająca katolików opowiadających się za prawem kobiety do podjęcia decyzji o kontynuowaniu lub przerwaniu ciąży).
Aborcja bywa krytykowana z pozycji ateistycznych i humanistycznych przez osoby wychodzące z założenia, że prawo do życia nie wynika jedynie z przekonań religijnych. Opinie takie prezentowali Pier Paolo Pasolini, Oriana Fallaci czy Giuliano Ferrara, znani z ateistycznych (lub agnostycznych) poglądów.
Wielu współczesnych etyków nie widzi jednak w przerywaniu ciąży niczego złego. Najczęściej argumentują na dwa sposoby. Część z nich, np. Judith Jarvis Thomson, twierdzi, że nawet akceptacja pełnego statusu moralnego płodów ludzkich nie implikuje istnienia obowiązku udostępniania przez kobietę swojego ciała, by utrzymać płód przy życiu. Inni filozofowie wskazują z kolei na późniejszy niż zapłodnienie moment, od którego płód uzyskuje status moralny. Na przykład Jeff McMahan, który sprawuje funkcję White's Professor of Moral Philosophy na Uniwersytecie w Oksfordzie, twierdzi, że płód nabywa status moralny w momencie, kiedy pojawia się świadomość rozumiana jako zdolność do odczuwania, która wedle badań naukowych nie może istnieć przed 20–30 tygodniem ciąży. Zgodnie z tym stanowiskiem aborcja przed uzyskaniem zdolności do odczuwania nie krzywdzi płodu i jest dopuszczalna moralnie nawet z bardzo błahych powodów.
W połączeniu ze zwiększającą się dostępnością badań prenatalnych pozwalających na określenie płci płodu rozpowszechniła się aborcja selektywna (zwłaszcza aborcja ze względu na płeć), dotycząca głównie dziewczynek. Jest ona najpowszechniejsza w Indiach i Chinach, a także wśród imigrantów w krajach rozwiniętych takich jak Wielka Brytania. Pomimo formalnego zakazu wykonywania aborcji selektywnych w większości krajów zachodnich (poza Szwecją) jest ona wykonywana dzięki uzasadnianiu jej względami społeczno-ekonomicznymi. W 2012 roku po prowokacji dziennikarskiej organizacja Live Action zarzuciła sieci klinik Planned Parenthood wspieranie selektywnej aborcji ze względu na płeć.
W opublikowanym w 2011 roku artykule Alberto Giubilini z Charles Sturt University i Francesca Minerva University of Canberra argumentowali, że uśmiercanie noworodków w praktyce niczym nie różni się od aborcji i powinno być dopuszczalną procedurą, także w stosunku do noworodków pozbawionych wad rozwojowych.
W 2012 roku największe stowarzyszenie lekarzy w Kanadzie – Canadian Medical Association – uznało, że życie ludzkie zaczyna się od momentu urodzin, a nie poczęcia.

## Aspekty prawne

Stan prawny aborcji na świecie:
Legalna na życzenie, bez granicy wieku ciążowego
Legalna na życzenie, z granicą wieku ciążowego po 17. tygodniu
Legalna na życzenie, z granicą wieku ciążowego do 17. tygodnia
Legalna na życzenie, z niejasną granicą wieku ciążowego
Legalna w przypadku zagrożenia życia, zdrowia fizycznego lub psychicznego matki, gwałtu*, wad płodu lub trudności socjoekonomicznych
Legalna w przypadku zagrożenia życia, zdrowia fizycznego lub psychicznego matki, gwałtu* lub wad płodu
Legalna w przypadku zagrożenia życia, zdrowia fizycznego lub psychicznego matki lub wad płodu
Legalna w przypadku zagrożenia życia, zdrowia fizycznego lub psychicznego matki lub gwałtu*
Legalna w przypadku zagrożenia życia, zdrowia fizycznego lub psychicznego matki
Nielegalna z wyjątkiem zagrożenia życia matki
Nielegalna bez względu na okoliczności
Brak informacji
- – w niektórych krajach (w tym w Polsce) – również innego niż gwałt czynu zabronionego.

Legalna na życzenie, bez granicy wieku ciążowego
     Legalna na życzenie, z granicą wieku ciążowego po 17. tygodniu
     Legalna na życzenie, z granicą wieku ciążowego do 17. tygodnia
     Legalna na życzenie, z niejasną granicą wieku ciążowego
     Legalna w przypadku zagrożenia życia, zdrowia fizycznego lub psychicznego matki, gwałtu*, wad płodu lub trudności socjoekonomicznych
     Legalna w przypadku zagrożenia życia, zdrowia fizycznego lub psychicznego matki, gwałtu* lub wad płodu
     Legalna w przypadku zagrożenia życia, zdrowia fizycznego lub psychicznego matki lub wad płodu
     Legalna w przypadku zagrożenia życia, zdrowia fizycznego lub psychicznego matki lub gwałtu*
     Legalna w przypadku zagrożenia życia, zdrowia fizycznego lub psychicznego matki
     Nielegalna z wyjątkiem zagrożenia życia matki
     Nielegalna bez względu na okoliczności
     Brak informacji

### Aborcja na świecie
Zgodnie z uchwaloną w 1989 r. przez ONZ Konwencją o Prawach Dziecka dziecko oznacza każdą istotę ludzką w wieku poniżej osiemnastu lat (art. 1) oraz każde dziecko ma niezbywalne prawo do życia (art. 6).
W roku 2004 Europejski Trybunał Praw Człowieka w Strasburgu niejednogłośnie orzekł, że „nienarodzone dziecko nie jest uznawane za ‘osobę’ bezpośrednio chronioną art. 2 Konwencji [prawo do życia], a nawet jeśli nienarodzone ma ‘prawo’ do ‘życia’, to jest ono implicite ograniczane przez prawa i interesy matki”.
Konwencja o zapobieganiu i zwalczaniu przemocy wobec kobiet i przemocy domowej w art. 39 zabrania dokonywania aborcji lub sterylizacji kobiety bez jej uprzedniej świadomej zgody.
Amerykańska Konwencja Praw Człowieka z 1969 r. głosi każda osoba ma prawo do poszanowania jej życia. Prawo to będzie chronione ustawą i, w zasadzie, od momentu poczęcia (art. 4. 1).
W krajach, w których aborcja jest nielegalna lub mocno ograniczona, zdarza się, że kobiety jeżdżą na zabieg za granicę, np. z Polski do Niemiec, Szwecji i Wielkiej Brytanii, z Ameryki Łacińskiej i Karaibów do Stanów Zjednoczonych czy jeszcze do niedawna z Portugalii do Hiszpanii i Francji lub z Irlandii do Wielkiej Brytanii.

### Dopuszczalność w Polsce
Polskie ustawodawstwo dopuszcza przerwanie ciąży w następujących przypadkach:
- ciąża zagraża zdrowiu lub życiu kobiety (do osiągnięcia przez płód zdolności do życia poza organizmem matki),
- ciąża powstała w wyniku przestępstwa (do 12. tygodnia ciąży).

## Limit czasowy
W medycynie przyjęło się, że aborcję przeprowadza się przed początkiem 6 miesiąca (180 dni, czyli 25 tygodni i 5 dni) ciąży, a liczy się ją od pierwszego dnia ostatniej miesiączki. Limit czasowy został ustalony na podstawie założenia, że przed upływem tego terminu płód nie jest w stanie samodzielnie funkcjonować poza organizmem matki. W rzeczywistości jednak jest to data umowna, ponieważ zdolność do przeżycia poza macicą może być ograniczona nawet po siódmym miesiącu ciąży. Jednocześnie medycyna zna przypadki, gdy dzieci urodzone przed 180 dniem życia przeżyły.
Polskie prawo zezwala na przerwanie ciąży do tego terminu, jeśli istnieje zagrożenie życia lub zdrowia matki, a także w przypadku zdiagnozowanego poważnego i nieodwracalnego uszkodzenia płodu.

## Aborcja zwierząt
W przypadku zwierząt aborcję wykonuje lekarz weterynarii, zazwyczaj jest to ostateczność, ale lekarz może wykonać aborcję na życzenie właściciela zwierzęcia. W przypadku zwierząt towarzyszących takich jak psy, koty, zajęczaki, gryzonie stosowane są środki farmakologiczne, ale wykorzystuje się też metody chirurgiczne. Najczęściej jednak stawia się na profilaktykę ciąży w postaci kastracji. U zwierząt gospodarskich takich jak bydło i konie wykonuje się specjalny zabieg nazwany fetotomią.

## Aborcja na świecie
Rocznie na całym świecie wykonuje się 56 milionów aborcji. W 2003 na świecie dokonano prawie 42 mln zabiegów aborcji. W UE rocznie przeprowadza się około 1,2 mln zabiegów przerwania ciąży. W latach 1973–2003 dokonano na świecie ok. 1 mld aborcji.

### ZSRR
ZSRR był pierwszym państwem na świecie i w historii świata, które wprowadziło regulację prawną zezwalającą na przerywanie ciąży. Aborcje zostały zalegalizowane edyktem podpisanym przez Komisarza Sprawiedliwości oraz Komisarza Ochrony Zdrowia z dnia 16 listopada 1920 „W sprawie sztucznego przerywania ciąży”. Aborcje wykonywane były bezpłatnie przez wykwalifikowanego lekarza w warunkach szpitalnych. Możliwe były zarówno z powodów medycznych, jak i społecznych. Sztuczne przerywanie ciąży stało się powszechną metodą regulacji urodzin. 
Taki stan utrzymał się w Związku Radzieckim do 1936, gdyż w tym czasie uchwalono ustawę antyaborcyjną. Była to ustawa rygorystyczna i dopuszczała aborcję jedynie w przypadku zagrożenia życia lub zdrowia matki. Przeprowadzona została również kampania promująca rodziny wielodzietne. Państwo gwarantowano także matce płatny trzyipółmiesięczny urlop oraz skrócenie dnia pracy dla kobiet karmiących piersią.

### USA
Do 1973 roku prawo aborcyjne było regulowane przez parlamenty stanowe. W 1973 roku Sąd Najwyższy Stanów Zjednoczonych, w sprawie Roe v. Wade, powołując się na zapis w konstytucji o ochronie prywatności obywateli, wprowadził federalne prawo aborcyjne. Prawo to pozwalało na dokonywanie aborcji na życzenie kobiety w pierwszym i drugim trymestrze, pozwalając stanom na nakładanie ograniczeń w trzecim trymestrze. Wyznacznikiem możliwości dokonania aborcji miała być „zdolność płodu do życia poza organizmem matki” (fetal viability). Po tym orzeczeniu wielu konserwatywnych Amerykanów, w tym również Partia Republikańska, którzy nie zgadzali się z tym wyrokiem, przez lata starali się obalić rzeczony wyrok. Politycy Partii Demokratycznej bronili orzeczenia Roe v. Wade i popierali rozszerzanie dostępu do aborcji. 24 czerwca 2022 roku Sąd Najwyższy Stanów Zjednoczonych uchylił wyrok w sprawie Roe v. Wade, przywracając kwestię legalności aborcji na poziom parlamentów stanowych.
W obecnej chwili aborcja w USA jest nielegalna z wyjątkiem zagrożenia życia matki w pięciu stanach – Teksas, Dakota Południowa, Dakota Północna, Arkansas, Oklahoma. Wyjątek również w przypadku zagrożenia zdrowia matki obowiązuje w Kentucky i Tennessee. Wyjątek również w przypadku gwałtu lub kazirodztwa w Idaho i Mississippi, a w przypadku wad płodu w Alabamie, Luizjanie, Indianie i Wirginii Zachodniej. W pozostałych stanach aborcja pozostaje legalna na życzenie do różnego etapu ciąży, od 6 tygodni (Floryda, Karolina Południowa, Georgia, Iowa), aż po całkowity brak ograniczeń czasowych (Oregon, Kolorado, Nowy Meksyk, Michigan, Minnesota, Vermont, New Jersey). W wielu stanach nadal trwa batalia sądowa i odbywają się referenda w kwestii aborcji.
Zgodnie z danymi CDC w rekordowym pod tym względem roku 1990 przeprowadzono w Stanach 1 429 247 legalnych aborcji, w połowie lat 90. XX wieku ta ilość zaczęła spadać kształtując się obecnie na poziomie ok. 850 tys.

### Wielka Brytania
Aborcja jest legalna na mocy tzw. Abortion Act (1967) pod warunkiem, że dwóch lekarzy stwierdzi, że przerwanie ciąży jest moralnie uzasadnione ze względu na jeden z 7 powodów. Przeważająca większość aborcji (98%) jest wykonywana z powodu C, który dopuszcza usunięcie ciąży, gdy kobieta jest w maksymalnie 24 tygodniu ciąży i istnieje zagrożenie, że kontynuacja ciąży zagraża jej zdrowiu psychicznemu. 
Po legalizacji aborcji w Wielkiej Brytanii w 1968 r. legalnych aborcji było 23,6 tys., w 1969 54,8 tys. W 2021 roku w Anglii i Walii dokonano 214 256 legalnych aborcji. W 2008 roku ponad 20 tys. kobiet poniżej 25. roku życia miało za sobą dwa lub więcej zabiegi aborcji. Około 3,8 tys. kobiet miało za sobą cztery lub więcej zabiegów aborcji.

### Japonia
Japonia należała do jednych z pierwszych państw, które zalegalizowały aborcję – miało to miejsce w 1948 roku.

### Hiszpania
W lipcu 2010 roku weszła w Hiszpanii w życie ustawa dopuszczająca aborcję na żądanie kobiety do 14. tygodnia ciąży.

### Niemcy
W Niemczech aborcję zalegalizowano w 1976 r. Przed legalizacją zwolennicy prawa do aborcji podawali liczbę nielegalnych zabiegów, szacowaną nawet na 3 miliony rocznie. Po legalizacji liczba aborcji wynosiła 54 309 w 1977, oraz 73 548 w 1978.

### Włochy
Aborcja została zalegalizowana we Włoszech w 1978. W 2008 dokonano tam oficjalnie 121 406 aborcji.

### Chiny
Szacuje się obecnie, że w Chinach na skutek zarówno dobrowolnej, jak i przymusowej aborcji, rocznie dokonuje się 13 mln zabiegów aborcyjnych. Aborcja jest powszechnie wykorzystywana jako środek do ograniczenia urodzeń mniej pożądanych dzieci płci żeńskiej, w rezultacie w 2010 roku występuje ok. 20% przewaga urodzeń dzieci płci męskiej.

### Finlandia
Aborcja jest tam dopuszczalna od 1970 roku ze względu na zagrożenie życia lub zdrowia matki, gdy ciąża jest wynikiem gwałtu, gdy płód jest ciężko upośledzony oraz ze względu na szereg względów społecznych, takich jak np. posiadanie już czwórki dzieci.

### Wyspy Owcze
Na terenie archipelagu obowiązuje duńskie prawo aborcyjne z 1956 roku. Zezwala ono na aborcję jedynie gdy ciąża zagraża życiu matki, powstała w wyniku gwałtu lub gdy płód jest poważnie upośledzony. U kobiety zamężnej aborcja może być wykonana jedynie za zgodą jej męża.

### Polska
Dokładna liczba wykonywanych w Polsce aborcji nigdy nie była znana. Nawet w okresie PRL polskie przepisy były bardziej restrykcyjne niż w innych państwach socjalistycznych, a co za tym idzie – liczba legalnych aborcji była mniejsza niż np. w Czechosłowacji czy ZSRR.
Nie są znane szacunkowe rozmiary podziemia aborcyjnego w dwudziestoleciu międzywojennym ani statystyki legalnych aborcji z lat 1932–1939. Wiadomo jedynie, iż w 1955 roku – ostatnim, w którym obowiązywały przepisy z 1932 roku – miało miejsce w Polsce 1400 legalnych aborcji.
W Polsce obowiązuje zakaz aborcji z dwoma wyjątkami (gdy ciąża zagraża zdrowiu lub życiu oraz gdy jest wynikiem przestępstwa np. gwałtu lub kazirodztwa), przyjęty w 1993 r. ustawą o planowaniu rodziny, ochronie płodu ludzkiego i warunkach dopuszczalności przerywania ciąży. Oryginalnie ustawa przewidywała jeszcze trzeci wyjątek od zakazu aborcji, tzw. przesłankę embriopatologiczną, czyli w sytuacji ciężkich i nieodwracalnych wad płodu. Przesłanka ta została uznana za niekonstytucyjną przez Trybunał Konstytucyjny w 2020 r. (został opublikowany 27 stycznia 2021 r.). Decyzja ta wywołała protesty społeczne w całym kraju na niespotykaną dotąd skalę. W ostatnim roku obowiązywania trzech przesłanek wykonano w polskich szpitalach 1076 aborcji. W 2023 r. szpitale wykonały 425 aborcji.
W 1996 r. rząd SLD znowelizował prawo antyaborcyjne, dodając do niego tzw. przesłankę społeczną. Jednak w 1997 r. Trybunał Konstytucyjny pod przewodnictwem prof. Andrzeja Zolla uznał ją za niezgodną z Konstytucją. W roku 1997 wykonano w Polsce 3173 legalne aborcje.
Polskie prawo nie karze kobiet za przerwanie swojej ciąży np. tabletkami czy w zagranicznej klinice.
Statystyki aborcji dokonywanych obecnie w Polsce poza systemem są trudne do oszacowania: raporty organizacji feministycznych szacują je na ok. 200 tys. rocznie, zaś organizacje działaczy anty-aborcyjnych na 7–13 tys. W ciągu trzech lat od ogłoszenia wyroku TK z 2020 r. sieć pomocowa Aborcja Bez Granic pomogła 132 tysiącom osób w aborcji.

### Francja
We Francji przepisy dotyczące przerywania ciąży reguluje ustawa z 1975 roku, zwana „ustawą Veil”. Dopuszcza ona IVG – dobrowolne przerwanie ciąży na życzenie matki do 12. tygodnia ciąży oraz IMG – medyczne przerwanie ciąży na każdym etapie ciąży w określonych sytuacjach (zagrożenie życia matki, deformacja płodu).

### Andora
W Andorze aborcja jest całkowicie nielegalna..

### Liechtenstein
Aborcja w Liechtensteinie jest nielegalna i grozi za nią kara więzienia.

### San Marino
W San Marino aborcja jest nielegalna, z wyjątkiem przypadków zagrożenia życia kobiety. Dokonanie aborcji wbrew prawu zagrożone jest pozbawieniem wolności.

### Watykan
W Watykanie aborcja jest nielegalna bez względu na okoliczności, a za jej dokonanie grozi kara pozbawienia wolności, której podlegają zarówno lekarz przeprowadzający zabieg, jak i matka dziecka.

### Inne państwa
- Aborcja w Albanii
- Aborcja w Argentynie
- Aborcja w Belgii
- Aborcja w Bułgarii
- Aborcja w Chile
- Aborcja w Czechach
- Aborcja w Danii
- Aborcja w Estonii
- Aborcja na Filipinach
- Aborcja w Gibraltarze
- Aborcja w Gwatemali
- Aborcja w Luksemburgu
- Aborcja na Malcie
- Aborcja w Norwegii
- Aborcja w Portugalii
- Aborcja w Rumunii
- Aborcja w Salwadorze
- Aborcja w Słowenii
- Aborcja w Szwecji
- Aborcja w Wenezueli
- Aborcja na Węgrzech

## Religie wobec aborcji

### Chrześcijaństwo
Większość wyznań chrześcijańskich potępia aborcję, która jest traktowana jako morderstwo, a jedynym dopuszczalnym warunkiem jej dokonania jest ciąża, która jednoznacznie prowadzi do śmierci matki (np. ciąża pozamaciczna). Kościół katolicki nie dopuszcza aborcji, aczkolwiek zwraca się uwagę na zasadę podwójnego skutku. Najbardziej zróżnicowane postawy wobec aborcji mają Kościoły protestanckie (np. Kościół Episkopalny w USA popiera prawo kobiet do aborcji).
Wielu teologów wczesnochrześcijańskich (m.in. w Didache z I w., Atenagoras w II w.) potępiło aborcję na równi z dzieciobójstwem. Była to wyraźna różnica z prawem rzymskim, które pozwalało zarówno na aborcję jak i zabijanie np. słabych i zdeformowanych noworodków. W III w. teolodzy chrześcijańscy nazwali aborcję zbrodnią. W IV w. Grzegorz z Nyssy wskazał, iż embrion jest żywą istotą, a Jan Chryzostom potępił zmuszanie prostytutek do aborcji.
Teologia chrześcijańska na ogół powołuje się na biblijny zakaz „rozlewania krwi niewinnych” jako podstawę zakazu aborcji. Wskazuje również na przykład Jezusa Chrystusa i Maryi, która mimo bardzo trudnych okoliczności i warunków materialnych, zdecydowała się na urodzenie dziecka. Tym niemniej nie wszyscy teolodzy chrześcijańscy uznają zakaz aborcji za nakaz biblijny.

#### Katolicyzm
Współcześnie kościół katolicki uznaje, że dokonanie lub pomaganie w aborcji to grzech ciężki. Dokonanie lub pomaganie w aborcji ma następstwo automatycznej ekskomuniki . Za odpowiednik aborcji Kościół uznaje także niszczenie embrionów ludzkich poza organizmem matki, np. w laboratoriach .

#### Prawosławie
Prawosławie podziela pogląd, że życie ludzkie zaczyna się od chwili poczęcia i w związku z tym potępia aborcję (w tym także wywołaną stosowaniem antykoncepcji hormonalnej) jako zabójstwo. Ten pogląd odzwierciedla święto Zwiastowania Bogurodzicy, obchodzone 7 kwietnia – na 9 miesięcy przed Bożym Narodzeniem (odpowiednikiem tego święta u katolików jest święto Zwiastowania Pańskiego).

#### Protestantyzm
Protestantyzm reprezentuje bardzo różne postawy wobec aborcji. Ogólnie nie potępia antykoncepcji (z wyjątkiem antykoncepcji hormonalnej „po stosunku płciowym” i innych metod, związanych z niszczeniem zapłodnionej komórki).
Nie istnieje żadna ogólna wykładnia tego problemu, każda grupa wyznawców ustala własny pogląd na zasadzie większościowej. W USA przeważa opinia, iż aborcja jest formą dzieciobójstwa, nawet w przypadkach kazirodztwa i zgwałcenia. Jednak wielu amerykańskich protestantów dopuszcza aborcję w takich przypadkach, a także jeśli życie matki jest zagrożone. W większości amerykańskich Kościołów protestanckich istnieją grupy zwolenników i przeciwników prawa do legalnej aborcji. Wyjątkiem jest Południowa Konwencja Baptystów – zadeklarowany i bezwarunkowy przeciwnik aborcji.
Amerykański Kościół Episkopalny (anglikański) popiera legalną aborcję i prawo kobiet do decydowania o dokonaniu aborcji. Świadczy również pomoc i udziela sakramentów kobietom, które miały wykonaną aborcję. Potępiane są wszelkie działania rządu, ograniczające prawo do aborcji. Kościół dopuszcza stosowanie antykoncepcji hormonalnej, ale sprzeciwia się aborcji selektywnej ze względu na płeć płodu.
Kościół Ewangelicko-Augsburski w RP w oświadczeniu z 1991 roku zdecydowanie opowiedział się za ochroną życia od momentu poczęcia oraz sprzeciwił się stosowaniu środków wczesnoporonnych. Kościół czuje się zobowiązany do wzywania społeczeństwa do podejmowania działań mających na celu ochronę życia, które winny się zaznaczyć m.in. w regulacjach prawnych dotyczących ochrony życia poczętego. Jednak w przypadku zagrożenia życia matki decyzję o aborcji pozostawia rodzicom i lekarzom, ponieważ Kościół nie ma kompetencji, by decydować w takich sytuacjach. Z drugiej strony Kościoły luterańskie w Niemczech i państwach skandynawskich nie wyraziły oficjalnego sprzeciwu, kiedy w krajach tych rządy zdecydowały się przed wieloma laty zalegalizować aborcję. Również i dzisiaj znaczna część duchownych luterańskich w Niemczech i w Skandynawii, jak również w Estonii, Łotwie i w Kanadzie nie potępia jednoznacznie aborcji i nie traktuje jej w kategoriach grzechu. Aborcji przeciwne są Kościoły ewangelikalne zrzeszone w Aliansie Ewangelicznym w RP.

#### Ruch Świętych w Dniach Ostatnich
Mormoni zdecydowanie potępiają aborcję, jednak dopuszczają okoliczności, które usprawiedliwiają ją (choć nie automatycznie, lecz po starannym rozważeniu): ciąża jako wynik kazirodztwa lub gwałtu, poważne zagrożenie dla życia matki.

#### Świadkowie Jehowy
Świadkowie Jehowy uważają życie jako cenny dar od Boga i dlatego należy dbać o własne i cudze życie i zdrowie, niedopuszczalne ich zdaniem jest pozbawianie życia nienarodzonego dziecka przez aborcję (Ps 36:9; Wj 21:22, 23).

### Islam
Chociaż islam podkreśla ważność życia danego przez Boga (Koran 12:85), to nie potępia aborcji tak jednoznacznie, jak większość wyznań chrześcijańskich. Wynika to z przekonania, iż życie (ar. ruh) nie zaczyna się od momentu zapłodnienia. Prawo islamskie (Szariat), m.in. na podstawie hadisów i koranicznego opisu rozwoju embrionu stwierdza, iż najpierw zarodek istnieje jako zapłodnione jajo, następnie jako „skrzep krwi”; większość muzułmanów przyjmuje, że Bóg obdarza embrion duszą dopiero po upływie 120 dni od zapłodnienia. Aborcja jest więc zakazana dopiero od 4. miesiąca ciąży. Do tego czasu islam sunnicki zezwala na dokonanie aborcji w takich przypadkach, jak: zgwałcenie, kazirodztwo, prawdopodobieństwo ojcostwa osoby upośledzonej umysłowo, różnego rodzaju wady i uszkodzenia embrionu (np. zarażenie różyczką). Szariat zawsze zezwala na aborcję, jeśli zagrożone jest życie kobiety. Zakazana jest aborcja z powodów takich, jak trudne warunki materialne lub wybieranie płci dziecka.
Sunniccy interpretatorzy Koranu (szkoła hanaficka: Turcja, Bliski Wschód, Azja Środkowa), dopuszczają aborcję z inicjatywy kobiety, bez zgody męża i także z tzw. „słusznych powodów”, np. ciąża w czasie karmienia piersią dziecka. Szkoły: Hanbali i Szafi (Afryka, Arabia, płd.-wsch. Azja) pozwalają na aborcję do 40. dnia ciąży pod warunkiem, że mąż wyrazi zgodę.
Historycznie, aborcja według interpretacji religijnej imamitów, największej grupy muzułmanów szyickich, była całkowicie zakazana. Z biegiem czasu, aborcję dozwolono tylko w przypadku jeśli zagrożone jest życie kobiety. Ajatollahowie zgodnie orzekają, iż usunięcie ciąży ze względu na różnego rodzaju wady i uszkodzenia embrionu, trudne warunki materialne, wybieranie płci dziecka, lub upośledzenie matki, jest całkowicie zakazane.
Obecnie Algieria, Egipt, Iran i Pakistan w swoim prawodawstwie dopuszczają aborcję tylko, jeśli życie kobiety jest zagrożone (co nie oznacza, że aborcje nie są tam w praktyce wykonywane także z innych powodów). Ustawodawstwo najłatwiej dopuszczające aborcję ma Tunezja, która dozwala na aborcję przez uprawnionego lekarza z każdego powodu u kobiet zamężnych i niezamężnych; zgoda męża nie jest konieczna.

### Judaizm
Religijne prawo żydowskie halacha traktuje aborcję bardziej rygorystycznie niż islam, ale nie zakazuje jej całkowicie jak większość wyznań chrześcijańskich; ogólnie przyjmuje, że aborcja jest dozwolona tylko, jeśli ciąża stanowi zagrożenie dla życia kobiety (w tym przypadku embrion traktowany jest jako potencjalny „morderca” swojej matki, przed którym ona ma prawo bronić się).
Istnieje jednak wiele interpretacji tego prawa: od przyzwolenia na aborcję w większości przypadków do całkowitego zakazu aborcji. Talmud nie traktuje aborcji jako morderstwa, ponieważ na sprawcę aborcji nakłada tylko karę grzywny. Większość rabinów dopuszcza aborcję, jeśli ciąża stanowi zagrożenie dla zdrowia psychicznego kobiety (np. niebezpieczeństwo samobójstwa). Jako zagrożenie dla zdrowia psychicznego traktuje się ciążę będącą wynikiem zgwałcenia lub kazirodztwa. Z reguły negowana jest dopuszczalność aborcji ze względu na wady i choroby wrodzone embrionu. Wyjątkiem jest rabin Eliezar Yehuda Waldenberg, który twierdzi, że można usunąć ciążę, jeśli embrion ma wady lub chorobę, które po urodzeniu mogą mu przysporzyć znacznych cierpień.
Ogólną zasadą w judaizmie jest traktowanie każdej prośby o aborcję jako indywidualnego przypadku, który trzeba oddzielnie rozważyć i który musi być poważnie umotywowany.

### Hinduizm
Hinduizm uważa aborcję za zbrodnię (jeden z 6 rodzajów morderstwa) i za jeden z najcięższych grzechów. Aborcja stanowi przeszkodę na drodze do połączenia się duszy (atmana) z Brahmanem. Hinduizm głosi, że zarodek ludzki jest świadomą istotą, godną ochrony, ponieważ dusza inkarnuje się w chwili poczęcia. Opisane jest jak bóg Kryszna skazał Aśwattamę na nieśmiertelność (czyli na wieczną niemożliwość wyzwolenia się z cyklu życia i cierpienia) za usiłowanie zabicia embriona.

### Buddyzm
Buddyzm sprzeciwia się odbieraniu każdego życia ludzkiego i to od momentu poczęcia. Aborcja jest jednoznacznie oceniana jako zabójstwo człowieka i ma takie same negatywne skutki karmiczne. W buddyzmie np. japońskim istnieją określone rytuały, mające na celu ułatwienie ponownych narodzin dzieciom nienarodzonym, które zmarły w wyniku aborcji. Przykładem są tu "Ogrody nienarodzonych dzieci" przy świątyniach buddyjskich np. Zōjō-ji w Tokio (ceremonie Mizuko kuyō).

## Aborcja w kulturze
W dwudziestoleciu międzywojennym w Polsce temat poruszali m.in. Zofia Nałkowska w Granicy oraz Tadeusz Boy-Żeleński w Piekle kobiet.
Granicy dopuszczalnego wieku aborcji i eutanazji jest poświęcone opowiadanie Przedludzie (1974) Philipa K. Dicka.
Niemiecka pisarka Karin Struck w książce Widzę moje dziecko we śnie (1992) opisała swoją traumę, związaną z przeprowadzoną aborcją.
Głośnym echem odbiły się współczesne produkcje filmowe, takie jak dokument Niemy krzyk z 1984 roku przedstawiający zabieg aborcji, a także fabularne: brytyjski Vera Drake (2004), amerykański Bella (2006) czy rumuński 4 miesiące, 3 tygodnie i 2 dni (2007).
Temat aborcji jest poruszany przez grupy muzyczne np.: Creation of Death na albumie Purify Your Soul z 1991 roku (Quartering Alive i Nameless Forever), Oceana na albumie Birth.Eater z 2009 roku (The Family Disease, In Birth i The Abortion Plan), Black Uhuru na albumie Black Uhuru z 1980 roku (Abortion), oraz Houk na albumie Extra Pan z 2000 (Holocaust). Wymienione utwory miały charakter sprzeciwu wobec przerywania ciąży.